# کوره ریتورت
کوره ریتورت (به انگلیسی: Retort Furnace)، استوانه است که از فولاد با آلیاژ بالا ساخته شده‌است و داخل کوره قرار می‌گیرد. در تولید فلز منیزیم(به انگلیسی: Magnesium) طی فرایند سیلیکوترمیک (به انگلیسی: Silicothermic Reaction) در دماهای بالا با فروسیلیسیم واکنش می‌دهد و کریستال‌های منیزیم تشکیل می‌شوند. این فرایند شامل احیای اکسید منیزیم مذاب به وسیلهٔ فرو سیلیسیم (به انگلیسی: Ferrosilicon) در کوره‌های ریتورت، تحت خلأ در دمای حدود ۱۴۰۰ درجه سانتی گراد است.

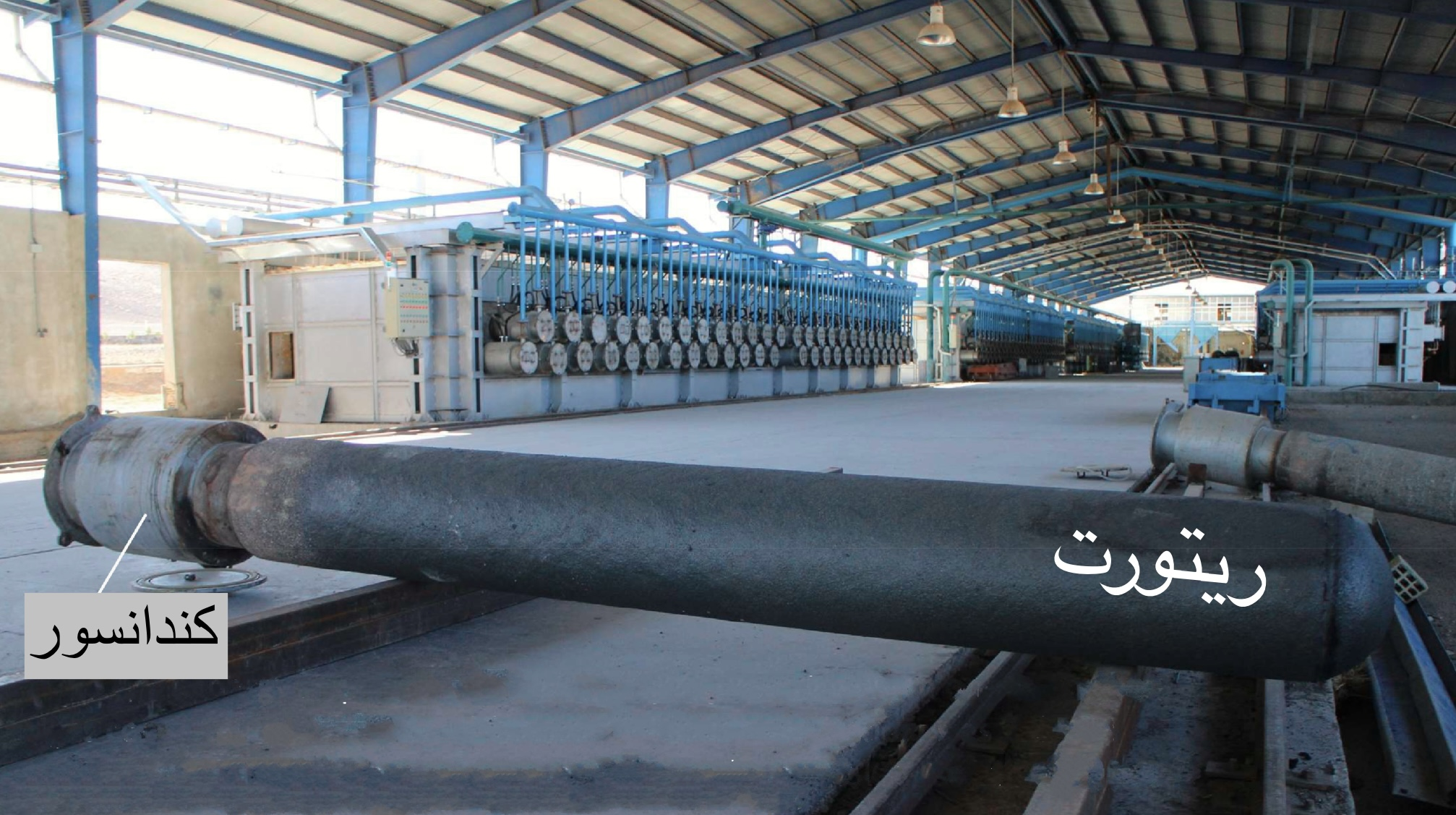
اجزا ریتورت نو آماده به مصرف

## ریتورت افقی
ریتورت افقی (به انگلیسی: Horizontal Retort)، یک لوله ۳ متری به ضخامت ۳ سانتیمتر و قطر حدود ۳۵ سانتی‌متر که تعداد زیادی از آنها را کنار هم در کوره قرار می‌گیرند و مشعل از داخل به آن زده شده. به سر این استوانه یک تجهیزی به اسم کندانسور (به انگلیسی: Condencer) جوش داده می‌شود. این کندانسور آب را می‌چرخاند تا سر استوانه خنک باشد و اینها همگی به یک سیستم خلاء متصل هستند. دمای کندانسور بهینه در ۴۸۵ درجه سانتیگراد با مقدار خلأ قابل قبول برای فرایند گزارش شده‌است.
این ریتورت‌ها روی پایه‌های نسوز سرامیکی قرار می‌گیرند که بتوانند وزن آنها را تحمل کنند. مشعل محیط داخل کوره را کاملاً داغ می‌کند. بریکت (به فرانسوی: Briquette) ساخته شده را داخل ریتورت، قلب کارخانه احیا، شارژ می‌شود. کارگرها به صورت دستی این بریکت‌ها را داخل ریتورت هدایت می‌کنند.

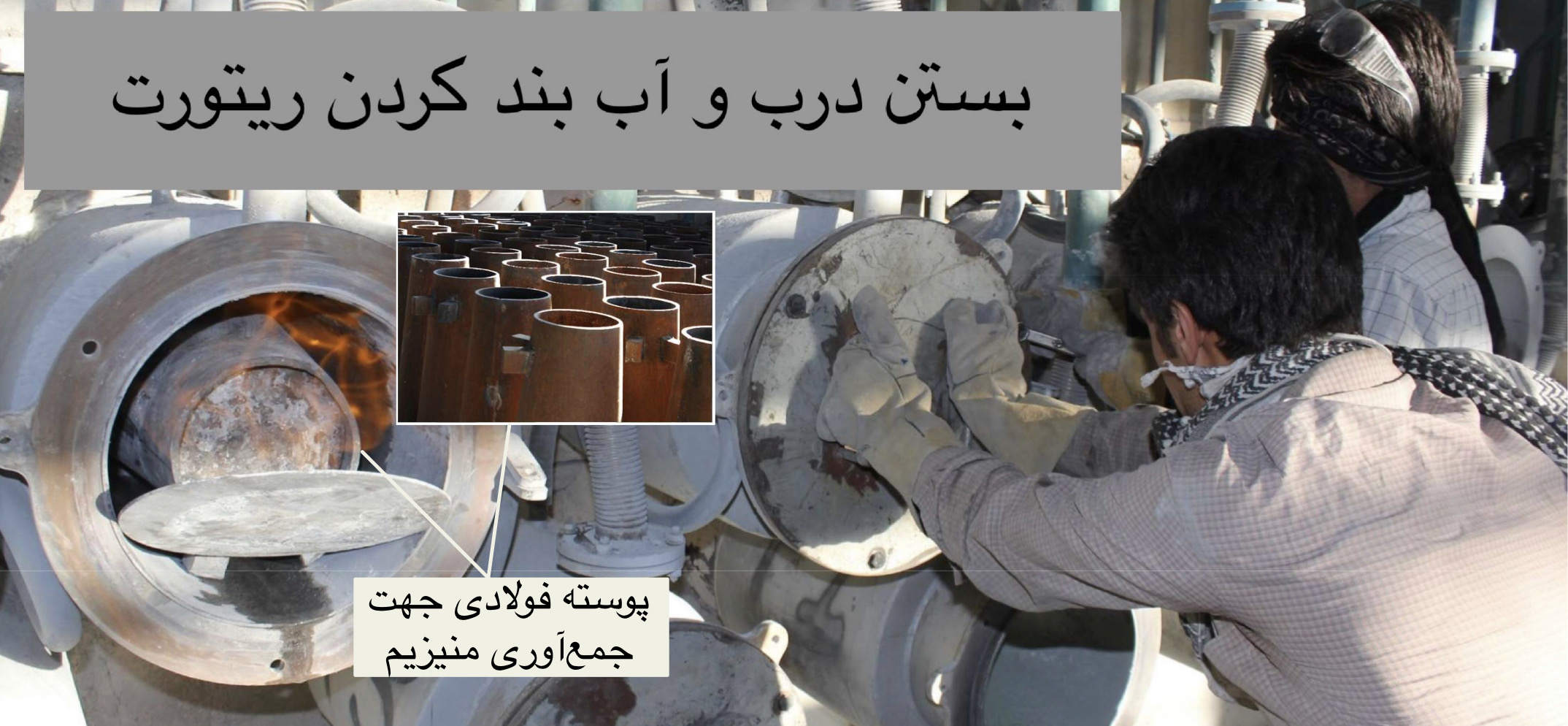
محتویات و بستن درب ریتورت جهت ایجاد خلأ

بعد از اینکه ریتورت پر از بریکت شد یک مخروط ناقص فولادی در سمتی که آب وارد می‌شود و می‌چرخد، قرار می‌دهد که به آن به کرون منیزیم یا ظرف منیزیم (به انگلیسی: Crown Magnesium) یا (به انگلیسی: Magnesium Container) و درب مجموعه را می‌بندند. حدود ۲۰۰ کیلوگرم داخل ریتورت بریکت می‌گذارند و دما بالا می‌رود. در دما حدود ۲۰۰۰ درجه طبق نمودار الینگهام (به انگلیسی: Ellingham Diagram)، سیلیس با اکسید منیزیم واکنش می‌دهد. حال برای اینکه واکنش به سمت راست هدایت و در دما بین ۱۲۰۰–۱۴۰۰ درجه انجام شود باید خلأ مناسب ایجاد شود. اگر خلأ به خوبی صورت گیرد (تحت خلأ داخلی در حدود ۱۰ پاسکال رخ می‌دهد) و بتواند خیلی فشار گاز را پایین بیاورد، می‌توان واکنش را به سمت راست هدایت کند.

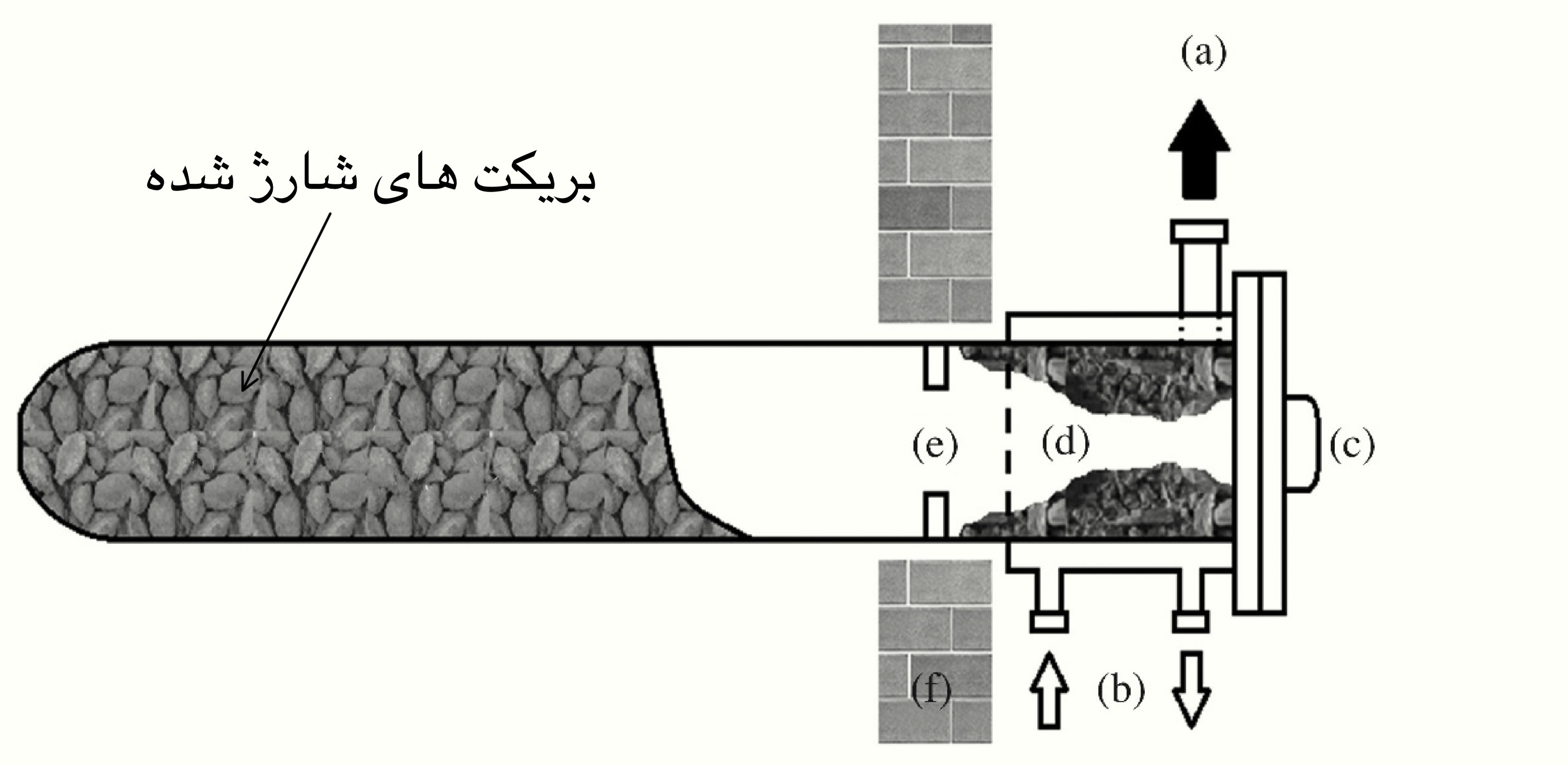
شماتیک برش خورده از ریتورت: (a) خروجی جهت ایجاد خلأ (b)ورودی و خروجی آب سرد (c)درب ریتورت (d)تاج منیزیم (کرون) (e)سپر حرارتی (f)دیواره کوره ریتورت

(2MgO.CaO(s)+Si(Fe)(s) →2Mg(g) +CaO.SiO_2(s) +Fe(s
طبق واکنش سیلیکوترمیک گاز منیزیوم ایجاد می‌شود و به قسمت سرد ریتورت (Condenser و Crown Magnesium) حرکت می‌کند و گاز منیزیم به صورت کریستال‌های منیزیم در کرون منیزیم رسوب می‌کند. این سیکل حدود ۱۰–۱۲ ساعت به طول می‌انجامد و بعد از این مدت کارگر خلأ را قطع کرده و درب ریتورت را باز می‌کند و ظرف منیزیمی که پر از منیزیم است را بیرون می‌کشد. که پوسته فولادی که درونش پر از منیزیم می‌باشد را با پرس هیدرولیک، منیزیم را از پوسته جدا می‌کنند. به این منیزیم‌های خارج شده تاج منیزیم می‌گویند و این‌ها منیزیوم خالص ساخته که قابلیت تولید شمش (ماده) از اینها وجود دارد پس در ادامه این‌ها را ذوب شده و مجدد ریخته‌گری کرده و به صورت شمش منیزیم مورد استفاده قرار می‌دهند.
بعد از خارج کردن تازه‌های منیزیم باید بریکت‌های سوخته را از ریتورت خارج کرد که کاری طاقت فرسا و سختی است و نیروی کار بسیاری می‌برد. به همین علت است که از زمانی که چین وارد این فرایند شد، پیدجن (به انگلیسی: Pidgeon process) فرایند قالب و به جای فرایند الکترولیز (به انگلیسی: Electrolysis) شد. به علت اینکه در چین نیروی کار ارزان بوده از این امکان استفاده کرده و منیزیم ارزان قیمت را به این صورت تولید می‌کند. چین در حال حاضر متکی به روش پیدجن سیکلوترمیک (احیا در دمای بالا توسط سیلیکون که اغلب از آلیاژ فروسیلیکون استفاده می‌شود) جهت رسیدن به فلز منیزیوم است.
روش‌های پیشرفته تری هم برای یا خالی کردن بریکت‌ها به وجود آمده که با ماردون‌هایی این فعالیت صورت می‌گیرد که می‌تواند از سختی فرایند بکاهد اما کماکان نسبت به روش الکترولیز حجم کار زیادی می‌برد.

### محدودیت‌ها
از تجهیزاتی متعددی که در این کارخانه استفاده می‌شود انواع اقسام نسوزها، ظرف منیزیم، بوته‌ها و غیره می‌باشد اما چیزی که از همه بیشتر مصرف می‌شود ریتورت‌ها می‌باشند و ضریب مصرف بسیار بالایی دارند و یک حجم قابل توجه از قیمت تمام شده منیزیم را ریتورت‌ها مربوط می‌شود.
ریتورت به صورت ریخته‌گری گریز از مرکز (به انگلیسی: Centrifugal Casting) تولید می‌شود و بعد از مصرف شدن (تغییر شکل داده و شکم در این استوانه‌ها پدیدار می‌شود) آن به صورت داغ از کوره بیرون می‌کشند. تغییر شکل به این علت است که فولاد را در دمای ۱۲۰۰ درجه برای مدت طولانی نگه داشته و در اثر خلأ داخلی و هم در اثر وزن خودش سبب می‌شود که دیواره تغییر شکل دهد و شکم روی آن ایجاد شود بطوری که در استفاده روز اول می‌تواند با ۲۰۰ کیلوگرم بریکت پر شود اما در روز آخر ۱۰۰ کیلوگرم هم پر نمی‌شود.
این ریتورت‌ها حداکثر ۶۰ روز می‌توانند کار کنند. این ریتورت‌های تغییر شکل داده در کارخانه‌های دیگر برده شده خرد شده و ذوب کرده و دوباره ریتورت تولید می‌کند و در یک چرخه هستند. تحقیقات زیادی در حال انجام است که بتوان عمر این ریتورت‌ها را افزایش داد.

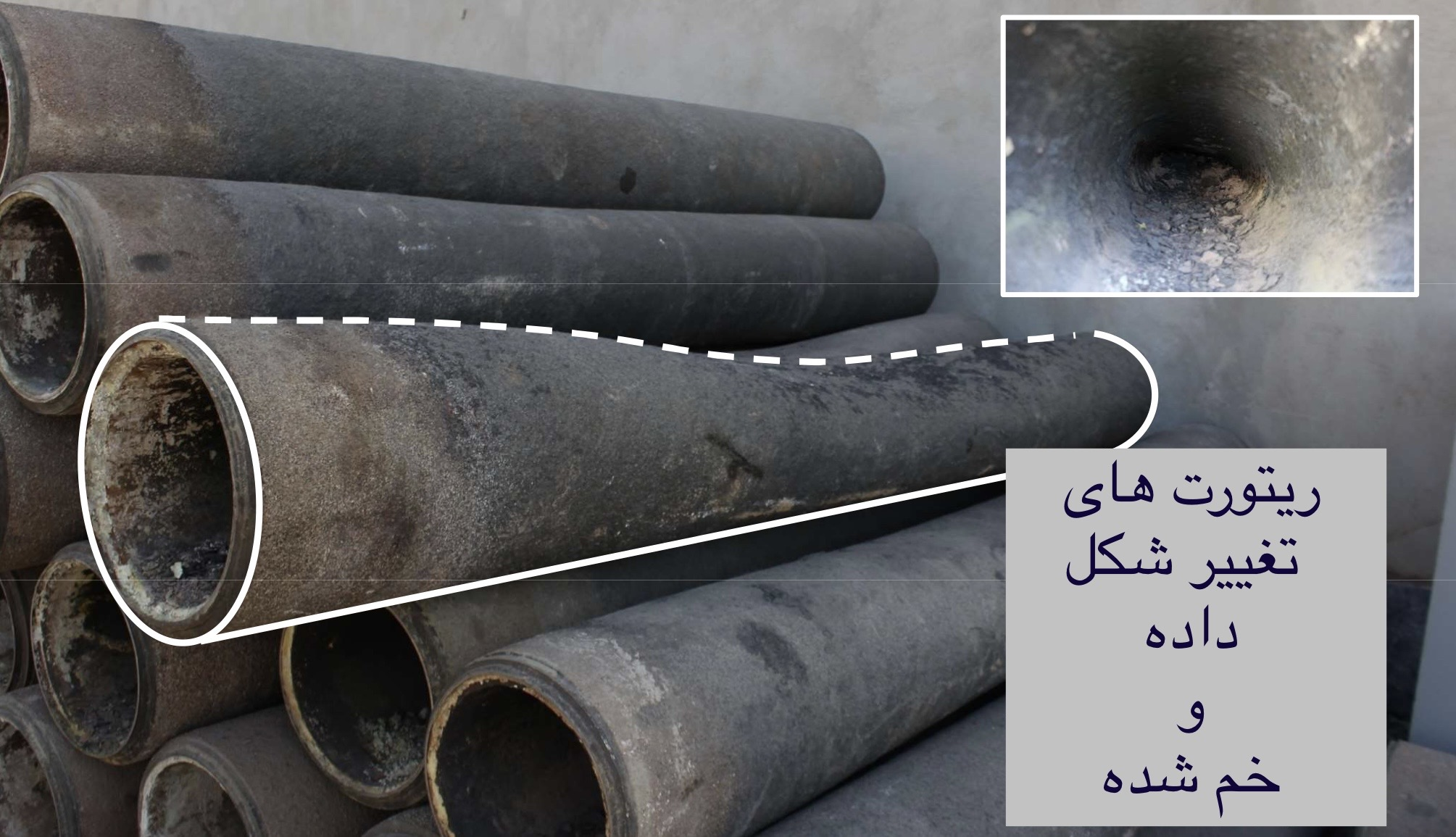
ریتورت مصرف شده و تغییر شکل داده شده

#### رویکردها
رویکردهای مختلفی برای افزایش طول عمر لوله‌هایی در نظر گرفته شده‌است.
- تولید منیزیم با استفاده از ریتورت‌های افقی سنتی از نظر انتقال حرارت و جرم، اندازه کوره و عمر کوره بسیار کارآمد است. برای کارآمدتر کردن این فرایند، قطر عمودی بزرگ‌تر ریتورت‌ها در سال‌های اخیر توسعه داده شده‌اند. با این تغییر طراحی فرایند و چیدمان، منیزیم بیشتری در همان اندازه کوره تولید می‌شود و عمر ریتورت افزایش می‌یابد. علاوه بر این، انتقال گرما بهبود یافته و زمان احیا کوتاه می‌شود.
- اثر تغییر شکل هندسی بر مقاومت خزش (مواد) (به انگلیسی: Creep Strength) لوله‌های کاهشی منیزیم را مورد مطالعه قرار گرفته شده. آن‌ها گزارشی موجود است که تغییر سطح مقطع لوله‌هایی که از حالت دایره‌ای به چند ضلعی هستند، می‌تواند به‌طور قابل توجهی طول عمر عملیاتی لوله‌هایی که به صورت متوالی عمل می‌کنند را افزایش دهد. براساس این کار، با تغییر بخش ریتورت از دایره به شش ضلعی و پنج ضلعی، عمر کاری لوله‌های ریتورت به ترتیب از ۶۰ به ۹۰ و ۱۲۰ روز افزایش می‌یابد.[۶]

همچنین امکان استفاده از تکیه گاه‌هایی در نواحی مختلفی از ریتورت وجود دارد.
- استفاده از تکیه گاه داخلی (ضخامت ۱۰ میلیمتر و طول ۷۰ سانتیمتر) باعث افزایش طول عمر تا ۳۵ روز بیشتر می‌شود.
- استفاده از تکیه گاه خارجی (ضخامت ۱۰ میلیمتر و طول ۵۰ سانتیمتر) طول عمر ریتورت را به ۱۳۵ روز می‌رساند.

## ریتورت عمودی
ریتورت عمودی (به انگلیسی: Vertical Retort) یکی از روش‌هایی است که استفاده می‌شود تا عمر ریتورت را افزایش دهد با تغییر ساختار به جای آنکه ریتورت افقی استفاده شود، با ریتورت‌های عمودی جایگزین می‌شوند. و این روش در حال رشد و توسعه است. شکل این ریتورت‌ها متفاوت است، سایز بزرگ‌تری دارند، دو لایه است یک پوسته بیرونی و یک پوسته درونی و بین این دو پوسته بریکت ریخته می‌شود.

### مزیت
دیگر وزنی ندارد که بخواهد ریتورت را خم کند و پارامتر وزن که در تغییر شکل ریتورت تأثیر داشت حذف شده. پر و خالی کردن در این ریتورت‌ها بسیار آسان است.

### محدودیت
فرایند استفاده از ریتورت افقی به وفور در دنیا در حال انجام انجام و توسعه است و این فرایند استفاده از ریتورت عمودی جدید بوده و محدودیت‌هایی دارد.
- آب‌بندی کردن این استوانه‌ها است که هم سر و ته آن قابلیت باز شدن دارد پس باید اطمینان از آب‌بند بودن آن حاصل شود تا بتواند خلأ را به خوبی داخلش حفظ کند.
- جهت بستن درب استوانه طرفی که سرد است محدودیتی نداشته اما انتهای استوانه که کندانسور دیگری ندارد باید یک فلنجی در یک دمای خیلی بالا را آب‌بند کرد و آنرا بست.
- همچنین مسائل مهم انتقال حرارتی هم در این ریتورت‌ها وجود دارد.

علی‌رغم تمام تلاش‌ها، تولید منیزیم بین‌المللی هنوز هم به شدت وابسته به سیستم ریتورت‌های افقی مرسوم برای سهولت عملیات و فن‌آوری پیشرفته است.